# Mittsommer (Film)
Mittsommer ist ein Kurzfilm des Regisseurs Christopher Becker aus dem Jahr 2006. Der Abschlussfilm an der internationalen filmschule köln wurde von der FH Dortmund koproduziert.

## Handlung
Die drei Freunde Emma, Martin und Viktor machen gemeinsam Urlaub auf einer Yacht auf hoher See. Zwischen den beiden Jungs entsteht ein Machtkampf, in dessen Mittelpunkt Emma steht. Sie genießt diese Aufmerksamkeit zunächst. Als aber während einer Nacht der Skipper Viktor verschwindet und Martin nicht mit der Sprache herauswill, beginnt für Emma der Horror. Zu zweit und voller Misstrauen dümpeln sie auf dem offenen Meer ohne jede Aussicht auf Hilfe. Als ein anderes Boot am Horizont auftaucht, schließt der verzweifelte und von Schuldgefühlen zerfressene Martin Emma unter Deck ein und lässt die letzte Rettung an ihnen vorbeiziehen. Zuletzt verlässt Martin die Yacht und setzt sein Schicksal den Naturgewalten des Wassers aus.

## Dreharbeiten
Gedreht wurde der Film auf einer Yacht auf dem IJsselmeer in den Niederlanden.

## Festivals
- Grenzland-Filmtage Selb 2006[1]
- First Steps[1]
- Landshuter Kurzfilmfestival[2]
- filmnach8[3]

## Auszeichnungen
- Mittsommer wurde in den Katalog der AG Kurzfilm aufgenommen.[4]